# Belvès
Belvès är en kommun i departementet Dordogne i regionen Nouvelle-Aquitaine i sydvästra Frankrike. Kommunen ligger i kantonen Belvès som tillhör arrondissementet Sarlat-la-Canéda. År 2018 hade Belvès 1 268 invånare.

## Befolkningsutveckling
Antalet invånare i kommunen Belvès
Referens:INSEE